# Бабій Зеновій Йосипович
Зено́вій Бабі́й (27 січня 1935, село Підсадки, нині Пустомитівського району Львівської області — 27 липня 1984, Мінськ) — український і білоруський оперний співак (драматичний тенор). Народний артист Білоруської РСР (1964), за життя його називали «Білоруський Орфей» або «російський Карузо».
Унікальний, неймовірний за діапазоном, багатством і красою крайніх регістрів голос виконавця залишався загадкою для педагогів консерваторій.
Його неможливо було назвати ні тенором, ні баритоном, і тому  складно було добрати відповідну методику роботи з ним. Ті, кому пощастило чути виконання Зеновія Бабія, порівнюють його з Енріко Карузо — за якістю тембру й звукоутворення, а ще частіше — з Франко Кореллі, теж, по суті, видатним вокалістом, який зробив себе сам.

## Біографія
Зеновій Бабій народився 27 січня 1935 року в родині любителів музики. Батько Зеновія, Йосип, мав добрий  голос і музичний слух, був співаком церковного хору. 20 кілометрів від їх села до Львова долав пішки, щоб потрапити на вистави Львівського оперного театру. Дім Бабіїв став одним з перших у селі, де з'явився патефон та велика кількість платівок з українськими, російськими народними піснями, романсами, аріями з опер італійських композиторів, цілими операми. Серед них записи виконань славетних українських співаків: Бориса Гмирі, Михайла Гришка, Івана Козловського, Івана Паторжинського, Марії Литвиненко — Вольгемут, а також італійських зірок Енріко Карузо, Маріо Ланца, Беньяміно Джильйї. Їх виконання юний Зеновій, який мріяв стати артистом, уважно слухав та залюбки відтворював, до великого задоволення рідних і близьких.
Випадково познайомився з педагогом-бандуристом, який допоміг з придбанням інструменту і навчив його грати. В той час Бабій жив у своєї тітки на вул. Мурманській (тепер Кастелівка). Його спів почув сусід тітки — педагог Львівського музичного училища Петро Колбін. Він не тільки розпізнав якість голосу Зеновія, як драматичного тенора, але й наполіг на його подальшому навчанні.
Чотири роки навчання у Львівському державному музичному училищі (від 1951 до 1954 року) під орудою талановитого педагога  П. Колбіна стали основною професійною школою, теплі відносини з викладачем збереглись  на довгі роки. Одразу після завершення навчання почалось творче життя — Зеновій був солістом Ансамблю пісні й танцю Прикарпатського військового округу. Разом з цим колективом  відкрив для себе новий репертуар та підмостки багатьох сцен Західної України. З перших виступів молодий соліст звернув на себе увагу публіки, а згодом до його шанувальників приєднався командувач округом маршал Радянського Союзу Іван Конєв. За його розпорядженням у 1957 році молодий соліст був достроково звільнений з лав збройних сил.
Після демобілізації він їде в Москву з метою вступу до Великого театру і Московської консерваторії. Але замість студентської лави влаштовується на велику сцену: скориставшись порадою соліста київської опери Сергія Козака, йде на прослуховування на посаду соліста Київського театру опери й балету ім. Т. Шевченка. Так, завдячуючи випадку відбувся дебют 22-річного артиста в найкращих тенорових партіях: в операх «Кармен», «Сільська честь», «Запорожець за Дунаєм». Артист в період з 1957 року по 1959 рік підготував партії Радамеса в «Аїді», Манріко в «Трубадурі», герцога в «Ріголетто», «Рудольфа в Богемі», Каварадоссі в «Тосці». В ті ж роки вчиться  у Київській консерваторії ім. Чайковського в класі Зої Гайдай, на той час — вже Народної артистки СРСР.
Працюючи в Києві, музикант багато гастролює: виступи в Австрії, Болгарії, Угорщині були тріумфальними, після кожного з них надходять запрошення від імпресаріо. У 1959 році співак повертається до Львова, де у 1960—1963 роках стає провідним солістом Львівської опери. Під орудою Стефана Турчака З. Бабій успішно виконував партії Радамеса і Хозе з українською мецо-сопрано Ренатою Бабак.  
Коли у 1961 році він поїхав до Болгарії на Перший міжнародний конкурс молодих співаків, успішно витримав тільки перший тур. Проте відразу після конкурсу його запросили у Варну — заспівати партію Радамеса в «Аїді» на одній сцені з італійською примадонною Єленою Ніколаї (яка виконувала роль Амнеріс). Дізнавшись, що їй належить співати з хлопчиськом з Радянського Союзу, що не дійшов навіть до фіналу вокального конкурсу, солістка «Ла Скала» не прийшла на першу репетицію. Але після спільної роботи й виступу на згадку про ту виставу, подарувала виконавцю фотографію з дедикацією «Найкращому Радамесу — Олена Ніколаї».
У 1962 році Бабій дебютує на сценах Кіровського (тепер Маріїнського) у Петербурзі та Великого театрів в Москві у опері Дж. Верді «Аїда» і отримує запрошення на роботу в ці театри. Однак мрією співака була партія Отелло у однойменній опері Дж. Верді. Дізнавшись про плани режисера та художнього керівника Мінської опери Дмитра Смолича поставити цей твір, З. Бабій приймає запрошення білоруського театру (1963). Прощальний оперний вечір у Львові містив виступ у провідних партіях веристських опер «Сільська честь» і «Паяци», в останній вокаліст взяв на себе ще й виконання прологу, написаного для баритона. Виставу за участю кумира публіки транслювали на театральну площу і довколишні вулиці.
У 1963—1978 рр. доля співака пов'язана з Білоруською оперою. Це період успіху в кар'єрі та щастя в особистому житті. У березні народжується син-первісток — Ігор (зараз — теж співак-тенор), а в квітні з тріумфом проходить прем'єра «Отелло». Приблизно в цей час дану оперу поставив і Великий театр Москви, тому Зеновія часто запрошували до участі в цьому спектаклі. Він веде активну концертну діяльність, здійснює записи на радіо, випускає диски-гіганти. Гастролює по країні і за кордоном: Австрія, Англія, Болгарія, Угорщина, Німеччина, Канада, Іспанія, Польща, Швеція, Фінляндія, Франція, США, Румунія, Югославія, Японія та інші країни.
У тому ж році відбувся перший сольний концерт співака в залі ім. П. Чайковського у Москві. Ось що писав у ті дні журнал «Радянський союз»: «… 2500 квитків були розпродані протягом кількох годин. Так зустріла Москва перший сольний концерт 28-річного співака Зеновія Бабія. Шумний і заслужений успіх артисту принесли надзвичайно гарний за тембром і потужністю голос, неабиякі сценічні дані». Зеновій Бабій є єдиним оперним солістом, який виступав на всіх оперних сценах Радянського Союзу. Як камерний виконавець, артист мав 18 сольних програм з творів різних епох і стилів від барокової музики й мадригалів до неаполітанських та українських пісень.
У 1963 році співаку присвоюють почесне звання Заслуженого артиста БРСР, а через півроку, в 1964 році — Народного артиста БРСР. У 1964 році Бабій знову виступає з сольними концертами в Москві, де паралельно з його виступами проходять гастролі Міланського театру «Ла Скала». Керівництво театру одразу ж запрошує артиста взяти участь у гастролях в Іспанії та Португалії, в операх Верді «Аїда», «Трубадур» і «Ріголетто».
У 1971 р. даються взнаки ускладнення юнацького запалення легень і тяжкого захворювання серця. Доводиться скорочувати напружений гастрольний графік, а в 1975 році З. Бабій вимушено залишає сцену Державного Академічного Великого театру опери та балету Білорусі. Про виступи в оперних спектаклях не може бути й мови. В останній період життя — у 1978—1984 роках співак переходить на роботу в Білоруську Державну філармонію і продовжує гастролювати як камерний виконавець.
В квітні 1979 року професор Цукерман проводить співакові складну операцію на відкритому серці. Попри загрозу життю, через рік славетний тенор повертається на сцену. На прощання з оперною естрадою Державного Академічного Великого театру БРСР виступає в партії Турідду в опері «Сільська честь» П. Масканьї у сезоні 1981 року.
Того ж року музикант екстерном закінчив Білоруську консерваторію в Мінську, і почав працювати викладачем вокалу в Мінському інституті культури, періодично гастролюючи по країні.
Життєвий шлях обірвався в 1984 році від серцевого нападу, незадовго до пятдесятиріччя. Похований в Білорусі.
27 січня 2005 року спектакль «Аїда» в Національному академічному театрі опери в Мінську був присвячений пам'яті народного артиста Білорусі Зіновія Бабія (того дня йому би виповнилося 70 років).

## Партії
- Хозе («Кармен» Бізе)
- Каніо («Паяци» Леонкавалло)
- Герцог («Ріголетто» Верді)
- Манріко («Трубадур» Верді)
- Радамес («Аїда» Верді)
- Отелло («Отелло» Верді)
- Каварадоссі («Тоска» Пуччіні)
- Рудольф («Богема» Пуччіні)
- Пінкертон («Мадам Баттерфляй» Пуччіні)
- Германн («Винова дама» Петра Чайковського)
- Андрій («Запорожець за Дунаєм» Семена Гулака-Артемовського)
- Петро («Наталка Полтавка» Миколи Лисенка)